# Traktor
 For alternative betydninger, se Traktor (flertydig). (Se også artikler, som begynder med Traktor)
En traktor (latin trahere, "at trække") er et terrængående motordrevet køretøj til at trække og drive tilhørende landbrugsredskaber. Traktorer er et af de vigtigste redskaber i landbrugssektoren, men anvendes også som transportredskab i industri og skovbrug samt som entreprenørmaskiner.
Der findes i dag traktorer på indtil 1000 hk, men de fleste landbrugstraktorer i Danmark har mellem 200-400 hk.
Den største forskel på en traktor og en bil/lastbil er, at traktoren ikke har en ramme eller vanger – baghjulene og bagtøjet bærer traktoren direkte. På den traditionelle traktormodel er gearkasse og motor boltet direkte på bagtøjet, og forrest under motoren er forbommen monteret på en langsgående tap, så den kan vippe og dermed tilpasse forhjulene til terrænet.
I Danmark kræves der kørekort til traktor/motorredskab (kat. T/M) for at føre en traktor indenfor færdselslovens område. Dette kan erhverves, når man fylder 16 år. Kørekort til bil (kat. B) giver også ret til at føre traktor.
På de fleste traktorer er motorblokken, gearkasse og bagakslen lavet af støbejern og boltet sammen til en bærende helhed. Bagakselen er ikke fjedret, men på grund af at dækkene har et lavt lufttryk kompenserer det for den manglende fjedring. Forakslen har som regel heller ikke fjedring, men er ophængt på midten. Ældre tyske traktorer havde ofte fjedring på forakslen, i form af en tværliggende bladfjeder. En af grundene til at traktorer ikke har fjedring på bagakslen er at det ville gøre det vanskeligere at holde redskaberne i den rigtige arbejdsdybde.
Store rammestyrede traktorer er bygget med ramme, på samme måde som anlægsmaskiner. Der findes også store traktorer, med fire lige store hjul. Nogle af dem som benyttes til transport, er monteret med fjerdring på begge aksler og kan dermed få en fart af op til 70 – 80 km/t.
De fleste traktorer er fremstillet som et arbejdsredskab som skal trække landbrugsmaskiner, og derfor er motor og kraftoverføring konstrueret dertil.
Traktoren er udstyret med en turboladet dieselmotor. Disse har en kompressor som drives af motorens udstødning, ved hjælp af et turbinehjul placeret på samme aksel som kompressorhjulet. Turboen roterer med op til 90 000 o/min og presser luft ind i cylinderen under tryk, således at cylinderen bliver fyldt med mere luft. Mere luft betyder mere ilt, og dermed en bedre udnyttelse af dieselolien.
De fleste traktorer er udstyret med hydraulisk trepunktsophæng, som gør det muligt at hæve arbejdsredskabet. Næsten alle moderne traktorer har hydraulisk trepunktsophæng med automatisk dybdekontrol, som holder redskabet i en konstant arbejdsdybde uafhængig af ujævnheder i terrænet. Mange større traktorer har også trepunktsophæng foran, således at det er muligt at udføre to arbejdsopgaver ad gangen. Traktoren har et eller flere kraftudtag med 540 og 1000 o/min, som benyttes til at drive roterende arbejdsredskaber.
Verdens største traktor er Big Bud 747, med dens 1000 hk.

## Traktorens historie
- 1856: Traktorens forløber, "damplokomobilet" bliver opfundet i England. Det er den første maskine, som kan trække både sig selv og andet udstyr. Derfor kaldes den traction engine, heraf "tractor".
- 1892 John Froelich (1849-1933), USA konstruerer den første brugbare traktor med forbrændingsmotor.
- 1897: Daimlers benzindrevne motor og (senere) Diesels oliedrevne får så stor trækkraft, at de udkonkurrerer damptraktorerne.
- 1903: Den engelske model "Ivel" viser, at det kan lade sig gøre at bygge små traktorer, som kan bruges i det mindre landbrug.
- 1905 Den første traktor i Danmark var den trehjulede britiske Ivel-traktor, som blev demonstreret i København i 1905 med ploven fastmonteret til chassiset.
- 1915 Maskinfabrikken Tuxen & Hammerich, København producerer den første danske traktor, en Tuxham med en 18 hk råoliemotor. Den havde en fastmonteret plov, men kunne også anvendes til andre redskaber og som drivkraft til et tærskeværk m.v.
- 1917: Henry Ford & Son Company lancerer Fordson Model F, nok den første masseproducerede og relativt prisbillige traktor.
- 1919 var der i Danmark ca. 150 motorplove og 733 traktorer.
- 1932: Traktorer sælges nu med gummihjul i USA.
- 1933 Ireren Harry Ferguson opfandt i 1933 trepunktsophænget og automatisk dybdekontrol. De første traktorer som var udstyret med systemet var Ferguson Type A, som kom på markedet i 1933.
- 1947 Det amerikanske hjælpeprogram Marshall-planen gjorde, at mange mindre danske landbrug fik råd til at købe en traktor. Fra 1947 til 1960 blev der i Danmark solgt 100.000 traktorer.
- 1959 indførte Sverige, som det første land i verden, en lov om at alle nye traktorer skal udstyres med en væltesikker sikkerhedsbøjle.
- 1970 I 1970erne kom det opvarmede og støddæmpede førerhus. I samme periode kom de første store traktorer med firehjulstræk på markedet.
- 1990 blev det almindeligt med synkroniserede gearkasser og antallet af gearudvekslinger øgedes. I 1990erne kom der mere elektronik i traktorerne.
- 2000 kom der netbaseret kommunikation for overføring af styre- og sensorsignal. Satellitnavigation er en anden teknologi som er taget i brug på større traktorer.

## Traktorfabrikater
| Acam | Allis-Chalmer | Belarus | Bukh | Case
| Danhorse | David Brown | Deutz | Fendt | Fordson
| Hürlimann | International Harvester | JCB | John Deere | Kubota | Lamborghini
| Massey Ferguson | McCormick | Same | Steyr | Ursus
| Valmet | Valtra | Zetor | Claas | New Holland | Fiat